# Fenantridina
La fenantridina es un compuesto heterocíclico de nitrógeno que puede ser descrito como un anillo de piridina fusionado con dos anillos de benceno en los enlaces b y d. También se puede considerar un derivado de reemplazo del carbono 9 del fenantreno por un nitrógeno de imina. Es un polvo color blanco crema, ligeramente soluble en agua.

## Aplicaciones
La fenantridina se utiliza en estudios de ecotoxicidad. Es utilizada en investigaciones espectroscópicas rotacionales y búsquedas radioastronómicas. 
La fenantridina es la base de los colorantes fluorescentes que se unen al ADN mediante intercalación. Ejemplos de tales colorantes son el bromuro de etidio y el yoduro de propidio. La acridina es un isómero de fenantridina.

Bromuro de etidio

## Reacciones
La nitración de la fenantridina con ácido nítrico en ácido sulfúrico forma el derivado mononitrado en 1 como principal y 2, 3, 4, 5 y 7 como productos secundarios. La bromación se lleva a cabo con N-bromosuccinimida en la posición 2.

## Síntesis
La fenantridina fue descubierta por Amé Pictet y H. J. Ankersmit en 1891 por pirólisis del producto de condensación de benzaldehído y anilina. 
En el método de síntesis de fenantridinas de Pictet-Hubert (1899), el compuesto se forma en una reacción del aducto 2-aminobifenil-formaldehído (una N-acil-o-xenilamina) con cloruro de zinc a temperaturas elevadas.

Reacción de Pictet–Hubert.

Morgan y Walls mejoraron las condiciones de reacción para la reacción de Pictet-Hubert en 1931, reemplazando el metal por oxicloruro de fósforo y usando nitrobenceno como disolvente de reacción. Por esta razón, la reacción también se llama síntesis de fenantridinas de Morgan-Walls .

Reacción de Pictet–Hubert.

El método de síntesis es similar a la síntesis de isoquinolinas de Bischler-Napieralski y la Reacción de Pictet-Spengler.
También se han reportado síntesis a partir de cierres por reacciones de Heck intramoleculares.

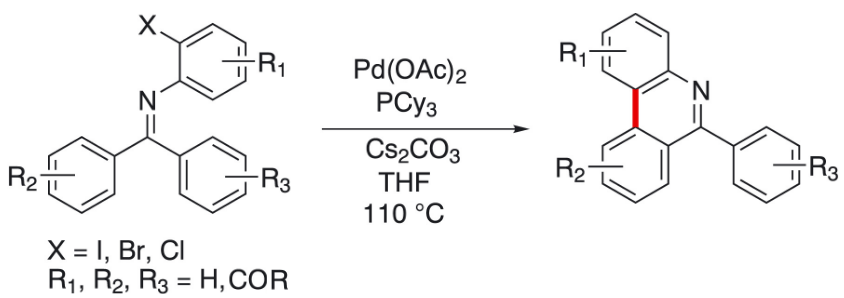

Chatani y colaboradores han reportado la síntesis de derivados de fenantridina por ciclización oxidativa de 2-isocianobifenilos con ácidos borónicos en un acoplamiento tipo Suzuki. Según sus resultados, la reacción de 2-isocianobifenilos con ácidos borónicos en presencia de acetoacetato de manganeso (III) [Mn(acac)3] produce derivados de fenantridina con altos rendimientos en condiciones relativamente suaves. Han propuesto que esta reacción procede por la sustitución aromática homolítica intramolecular (HAS) a través de un radical radical imidoilo intermedio.

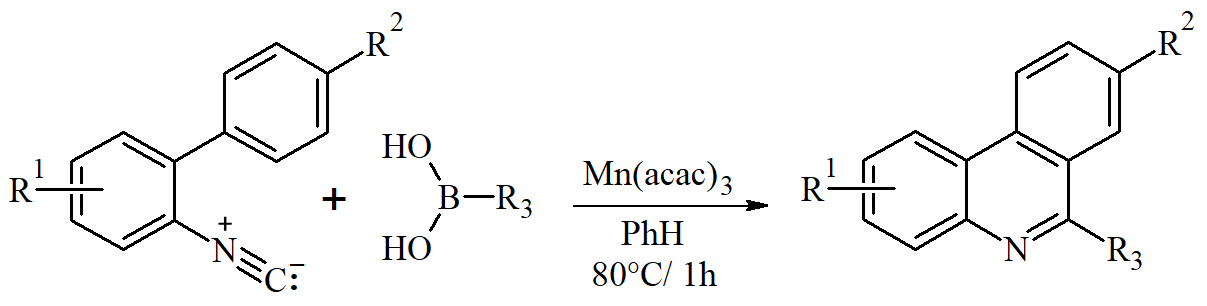